# A The Beatles stúdiómunkáinak listája
Ezen a lapon a The Beatles stúdiómunkái olvashatóak. A dalok felvételei napokra lebontva láthatóak. A lista csak az adott napot és azokat a dalokat tartalmazza, melyekkel a zenekar foglalkozott. A közreműködők (zenészek, producer, hangmérnök, stúdió) az adott dal lapján találhatók. A lista nem tünteti fel az 1958 és 1961 között készült felvételeket, mert ezek pontos dátuma nem biztos.

## 1961
- 1961. június 22.:
My Bonnie
Ain’t She Sweet
Cry for a Shadow

## 1962
- 1962. január 1.:
Like Dreamers Do
The Sheik of Araby
Hello Little Girl
Three Cool Cats
Searchin’
- 1962. június 6.:
Besame Mucho
Love Me Do (próbafelvétel)
Love Me Do
Ask Me Why
- 1962. szeptember 4.:
How Do You Do It?
Love Me Do
- 1962. szeptember 11.:
Love Me Do
P.S. I Love You
Please Please Me
- 1962. november 26.:
Ask Me Why

## 1963
- 1963. február 11.:
There’s a Place
I Saw Her Standing There
A Taste of Honey
Do You Want to Know a Secret
Misery
Hold Me Tight
Anna (Go to Him)
Boys
Chains
Baby It's You
Twist and Shout
- 1963. február 20.:
Misery
Baby It's You
- 1963. március 5.:
From Me to You
Thank You Girl
One After 909
- 1963. március 13.:
Thank You Girl
- 1963. április 4.:
I'll Be on My Way
- 1963. július 1.:
She Loves You
I'll Get You
- 1963. július 2.:
Soldier of Love (Lay Down Your Arms)
- 1963. július 18.:
You Really Got a Hold on Me
Money (That's What I Want)
Devil in Her Heart
Till There Was You
- 1963. július 30.:
Money (That's What I Want)
Till There Was You
Please Mr. Postman
It Won't Be Long
Roll Over Beethoven
All My Loving
- 1963. szeptember 11.:
I Wanna Be Your Man
Little Child
All I've Got to Do
Not a Second Time
Don't Bother Me
- 1963. szeptember 12.:
Hold Me Tight
I Wanna Be Your Man
Little Child
- 1963. szeptember 13.:
I Wanna Be Your Man
- 1963. október 3.:
I Wanna Be Your Man
Little Child
- 1963. október 17.:
You Really Got a Hold on Me
I Want to Hold Your Hand
This Boy
- 1963. október 23.:
I Wanna Be Your Man

## 1964
- 1964. január 29.:
Can’t Buy Me Love
- 1964. február 25.:
Can't Buy Me Love
You Can't Do That
And I Love Her
I Should Have Known Better
- 1964. február 26.:
And I Love Her
I Should Have Known Better
- 1964. február 27.:
And I Love Her
Tell Me Why
If I Fell
- 1964. március 1.:
I'm Happy Just to Dance with You
Long Tall Sally
I Call Your Name
- 1964. április 16.:
A Hard Day's Night
- 1964. május 22.:
You Can't Do That
- 1964. június 1.:
Matchbox
I'll Cry Instead
Slow Down
I'll Be Back
- 1964. június 2.:
Any Time At All
Things We Said Today
When I Get Home
- 1964. június 3.:
You Know What to Do
- 1964. június 4.:
Slow Down
- 1964. augusztus 11.:
Baby's in Black
- 1964. augusztus 14.:
I'm a Loser
Mr. Moonlight
Leave My Kitten Alone
- 1964. szeptember 29.:
Every Little Thing
I Don't Want to Spoil the Party
What You're Doing
- 1964. szeptember 30.:
Every Little Thing
What You're Doing
No Reply
- 1964. október 6.:
Eight Days a Week
- 1964. október 8.:
She's a Woman
- 1964. október 18.:
Mr. Moonlight
Eight Days a Week
Kansas City/Hey, Hey, Hey, Hey
I Feel Fine
I'll Follow the Sun
Everybody's Trying to Be My Baby
Rock and Roll Music
Words of Love
- 1964. október 26.:
Honey Don't

## 1965
- 1965. február 15.:
Ticket to Ride
Another Girl
I Need You
- 1965. február 16.:
Another Girl
I Need You
Yes It Is
- 1965. február 17.:
The Night Before
You Like Me Too Much
- 1965. február 18.:
You’ve Got to Hide Your Love Away
If You've Got Trouble
Tell Me What You See
- 1965. február 19.:
You’re Going to Lose That Girl
- 1965. február 20.:
That Means a Lot
- 1965. március 30.:
That Means a Lot
- 1965. április 13.:
Help!
- 1965. május 10.:
Dizzy Miss Lizzy
Bad Boy
- 1965. június 14.:
I’ve Just Seen a Face
I’m Down
Yesterday
- 1965. június 15.:
It’s Only Love
- 1965. június 17.:
Yesterday
Act Naturally
Wait
- 1965. október 12.:
Run for Your Life
Norwegian Wood (This Bird Has Flown)
- 1965. október 13.:
Drive My Car
- 1965. október 16.:
Day Tripper
If I Needed Someone
- 1965. október 18.:
If I Needed Someone
In My Life
- 1965. október 20.:
We Can Work It Out
- 1965. október 21.:
Norwegian Wood (This Bird Has Flown)
Nowhere Man
- 1965. október 22.:
In My Life
Nowhere Man
- 1965. október 24.:
I’m Looking Through You
- 1965. október 29.:
We Can Work It Out
- 1965. november 3.:
Michelle
- 1965. november 4.:
What Goes On
12-Bar Original
- 1965. november 6.:
I'm Looking Through You
- 1965. november 8.:
Think for Yourself
- 1965. november 10.:
I’m Looking Through You
The Word
- 1965. november 11.:
Wait
I’m Looking Through You
You Won’t See Me
Girl

## 1966
- 1966. április 6.:
Tomorrow Never Knows
- 1966. április 7.:
Tomorrow Never Knows
Got to Get You into My Life
- 1966. április 8.:
Got to Get You into My Life
- 1966. április 11.:
Got to Get You into My Life
Love You To
- 1966. április 13.:
Love You To
Paperback Writer
- 1966. április 14.:
Paperback Writer
Rain
- 1966. április 16.:
Rain
- 1966. április 17.:
Doctor Robert
- 1966. április 19.:
Doctor Robert
- 1966. április 20.:
And Your Bird Can Sing
Taxman
- 1966. április 21.:
Taxman
- 1966. április 22.:
Tomorrow Never Knows
Taxman
- 1966. április 26.:
And Your Bird Can Sing
- 1966. április 27.:
I’m Only Sleeping
- 1966. április 28.:
Eleanor Rigby
- 1966. április 29.:
I’m Only Sleeping
Eleanor Rigby
- 1966. május 5.:
I’m Only Sleeping
- 1966. május 6.:
I’m Only Sleeping
- 1966. május 9.:
For No One
- 1966. május 16.:
Taxman
For No One
- 1966. május 18.:
Got to Get You into My Life
- 1966. május 19.:
For No One
- 1966. május 26.:
Yellow Submarine
- 1966. június 1.:
Yellow Submarine
- 1966. június 2.:
I Want to Tell You
- 1966. június 3.:
I Want to Tell You
- 1966. június 6.:
Eleanor Rigby
- 1966. június 8.:
Good Day Sunshine
- 1966. június 9.:
Good Day Sunshine
- 1966. június 14.:
Here, There and Everywhere
- 1966. június 16.:
Here, There and Everywhere
- 1966. június 17.:
Got to Get You into My Life
Here, There and Everywhere
- 1966. június 21.:
Taxman
She Said She Said
- 1966. november 24.:
Strawberry Fields Forever
- 1966. november 28.:
Strawberry Fields Forever
- 1966. november 29.:
Strawberry Fields Forever
- 1966. december 6.:
When I’m Sixty-Four
- 1966. december 8.:
Strawberry Fields Forever
When I’m Sixty-Four
- 1966. december 9.:
Strawberry Fields Forever
- 1966. december 15.:
Strawberry Fields Forever
- 1966. december 20.:
When I’m Sixty-Four
- 1966. december 21.:
Strawberry Fields Forever
When I’m Sixty-Four
- 1966. december 22.:
Strawberry Fields Forever
- 1966. december 29.:
Penny Lane
- 1966. december 30.:
Penny Lane

## 1967
- 1967. január 4.:
Penny Lane
- 1967. január 5.:
Penny Lane
Carnival of Light
- 1967. január 6.:
Penny Lane
- 1967. január 9.:
Penny Lane
- 1967. január 10.:
Penny Lane
- 1967. január 12.:
Penny Lane
- 1967. január 17.:
Penny Lane
- 1967. január 19.:
A Day in the Life
- 1967. január 20.:
A Day in the Life
- 1967. február 1.:
Sgt. Pepper’s Lonely Hearts Club Band
- 1967. február 2.:
Sgt. Pepper’s Lonely Hearts Club Band
- 1967. február 3.:
A Day in the Life
- 1967. február 8.:
Good Morning Good Morning
- 1967. február 9.:
Fixing a Hole
- 1967. február 10.:
A Day in the Life
- 1967. február 13.:
Only a Northern Song
- 1967. február 14.:
Only a Northern Song
- 1967. február 16.:
Good Morning Good Morning
- 1967. február 17.:
Being for the Benefit of Mr. Kite!
- 1967. február 20.:
Being for the Benefit of Mr. Kite!
- 1967. február 21.:
Fixing a Hole
- 1967. február 22.:
A Day in the Life
- 1967. február 23.:
Lovely Rita
- 1967. február 24.:
Lovely Rita
- 1967. február 28.:
Lucy in the Sky with Diamonds
- 1967. március 1.:
Lucy in the Sky with Diamonds
- 1967. március 2.:
Lucy in the Sky with Diamonds
- 1967. március 3.:
Sgt. Pepper’s Lonely Hearts Club Band
- 1967. március 6.:
Sgt. Pepper’s Lonely Hearts Club Band
- 1967. március 7.:
Lovely Rita
- 1967. március 9.:
Getting Better
- 1967. március 10.:
Getting Better
- 1967. március 13.:
Good Morning Good Morning
- 1967. március 15.:
Within You Without You
- 1967. március 17.:
She’s Leaving Home
- 1967. március 20.:
She’s Leaving Home
- 1967. március 21.:
Lovely Rita
Getting Better
- 1967. március 22.:
Within You Without You
- 1967. március 23.:
Getting Better
- 1967. március 28.:
Good Morning Good Morning
Being for the Benefit of Mr. Kite!
- 1967. március 29.:
Good Morning Good Morning
Being for the Benefit of Mr. Kite!
With a Little Help from My Friends
- 1967. március 30.:
With a Little Help from My Friends
- 1967. március 31.:
Being for the Benefit of Mr. Kite!
- 1967. április 1.:
Sgt. Pepper’s Lonely Hearts Club Band (Reprise)
- 1967. április 3.:
Within You Without You
- 1967. április 4.:
Within You Without You
- 1967. április 20.:
Only a Northern Song
- 1967. április 25.:
Magical Mystery Tour
- 1967. április 26.:
Magical Mystery Tour
- 1967. április 27.:
Magical Mystery Tour
- 1967. május 3.:
Magical Mystery Tour
- 1967. május 11.:
Baby You’re a Rich Man
- 1967. május 12.:
All Together Now
- 1967. május 17.:
You Know My Name (Look Up the Number)
- 1967. május 25.:
It’s All Too Much
- 1967. május 26.:
It’s All Too Much
- 1967. június 2.:
It’s All Too Much
- 1967. június 7.:
You Know My Name (Look Up the Number)
- 1967. június 8.:
You Know My Name (Look Up the Number)
- 1967. június 14.:
All You Need is Love
- 1967. június 19.:
All You Need is Love
- 1967. június 23.:
All You Need is Love
- 1967. június 24.:
All You Need is Love
- 1967. június 25.:
All You Need is Love
- 1967. augusztus 22.:
Your Mother Should Know
- 1967. augusztus 23.:
Your Mother Should Know
- 1967. szeptember 5.:
I Am the Walrus
- 1967. szeptember 6.:
I Am the Walrus
Blue Jay Way
- 1967. szeptember 7.:
Blue Jay Way
- 1967. szeptember 8.:
Flying
- 1967. szeptember 16.:
Your Mother Should Know
- 1967. szeptember 25.:
The Fool on the Hill
- 1967. szeptember 26.:
The Fool on the Hill
- 1967. szeptember 27.:
I Am the Walrus
The Fool on the Hill
- 1967. szeptember 28.:
I Am the Walrus
Flying
- 1967. szeptember 29.:
Your Mother Should Know
I Am the Walrus
- 1967. október 2.:
Hello, Goodbye
- 1967. október 6.:
Blue Jay Way
- 1967. október 19.:
Hello, Goodbye
- 1967. október 20.:
The Fool on the Hill
- 1967. október 25.:
Hello, Goodbye
- 1967. november 2.:
Hello, Goodbye
- 1967. november 28.:
Christmas Time (Is Here Again)
- 1967. december 6.:
Christmas Time (Is Here Again)

## 1968
- 1968. január 12.:
The Inner Light
- 1968. február 3.:
Lady Madonna
- 1968. február 4.:
Across the Universe
- 1968. február 6.:
The Inner Light
Lady Madonna
- 1968. február 8.:
The Inner Light
Across the Universe
- 1968. február 11.:
Hey Bulldog
- 1968. május utolsó hete:
Junk (demófelvétel)
- 1968. május utolsó hete:
Child of Nature (demófelvétel)
- 1968. május 30.:
Revolution 1
- 1968. május 31.:
Revolution 1
- 1968. június 4.:
Revolution 1
- 1968. június 5.:
Don't Pass Me By
- 1968. június 6.:
Revolution 9
- 1968. június 10.:
Revolution 9
- 1968. június 11.:
Revolution 9
Blackbird
- 1968. június 20.:
Revolution 9
- 1968. június 21.:
Revolution 1
Revolution 9
- 1968. június 26.:
Everybody's Got Something to Hide Except Me and My Monkey
- 1968. június 27.:
Everybody's Got Something to Hide Except Me and My Monkey
- 1968. június 28.:
Good Night
- 1968. július 1.:
Everybody's Got Something to Hide Except Me and My Monkey
- 1968. július 2.:
Good Night
- 1968. július 3.:
Ob-La-Di, Ob-La-Da
- 1968. július 4.:
Ob-La-Di, Ob-La-Da
- 1968. július 5.:
Ob-La-Di, Ob-La-Da
- 1968. július 6.:
Don't Pass Me By
- 1968. július 8.:
Ob-La-Di, Ob-La-Da
- 1968. július 9.:
Ob-La-Di, Ob-La-Da
Revolution
- 1968. július 10.:
Revolution
- 1968. július 11.:
Ob-La-Di, Ob-La-Da
Revolution
- 1968. július 12.:
Don't Pass Me By
Revolution
- 1968. július 15.:
Ob-La-Di, Ob-La-Da
Cry Baby Cry
- 1968. július 16.:
Cry Baby Cry
- 1968. július 18.:
Cry Baby Cry
Helter Skelter
- 1968. július 19.:
Sexy Sadie
- 1968. július 22.:
Don't Pass Me By
Good Night
- 1968. július 23.:
Everybody's Got Something to Hide Except Me and My Monkey
- 1968. július 24.:
Sexy Sadie
- 1968. július 25.:
While My Guitar Gently Weeps
- 1968. július 29.:
Hey Jude
- 1968. július 30.:
Hey Jude
- 1968. július 31.:
Hey Jude
- 1968. augusztus 1.:
Hey Jude
- 1968. augusztus 7.:
Not Guilty
- 1968. augusztus 8.:
Not Guilty
- 1968. augusztus 9.:
Not Guilty
Mother Nature’s Son
- 1968. augusztus 12.:
Not Guilty
- 1968. augusztus 13.:
Sexy Sadie
Yer Blues
- 1968. augusztus 14.:
Yer Blues
What's the New Mary Jane
- 1968. augusztus 15.:
Rocky Raccoon
- 1968. augusztus 16.:
While My Guitar Gently Weeps
- 1968. augusztus 20.:
Mother Nature's Son
Yer Blues
Wild Honey Pie
- 1968. augusztus 21.:
Sexy Sadie
- 1968. augusztus 22.:
Back in the USSR
- 1968. augusztus 23.:
Back in the USSR
- 1968. augusztus 28.:
Dear Prudence
- 1968. augusztus 29.:
Dear Prudence
- 1968. augusztus 30.:
Dear Prudence
- 1968. szeptember 3.:
While My Guitar Gently Weeps
- 1968. szeptember 5.:
While My Guitar Gently Weeps
- 1968. szeptember 6.:
While My Guitar Gently Weeps
- 1968. szeptember 9.:
Helter Skelter
- 1968. szeptember 10.:
Helter Skelter
- 1968. szeptember 11.:
Glass Onion
- 1968. szeptember 12.:
Glass Onion
- 1968. szeptember 13.:
Glass Onion
- 1968. szeptember 16.:
I Will
Step Inside Love
Los Paranoias
- 1968. szeptember 17.:
I Will
- 1968. szeptember 18.:
Birthday
- 1968. szeptember 19.:
Piggies
- 1968. szeptember 20.:
Piggies
- 1968. szeptember 23.:
Happiness is a Warm Gun
- 1968. szeptember 24.:
Happiness is a Warm Gun
- 1968. szeptember 25.:
Happiness is a Warm Gun
- 1968. október 1.:
Honey Pie
- 1968. október 2.:
Honey Pie
- 1968. október 3.:
Savoy Truffle
- 1968. október 4.:
Honey Pie
Martha My Dear
- 1968. október 5.:
Savoy Truffle
Martha My Dear
- 1968. október 7.:
Long, Long, Long
- 1968. október 8.:
Long, Long, Long
I'm So Tired
The Continuing Story of Bungalow Bill
- 1968. október 9.:
Long, Long, Long
Why Don't We Do It in the Road?
- 1968. október 10.:
Glass Onion
Piggies
Why Don't We Do It in the Road?
- 1968. október 11.:
Savoy Truffle
- 1968. október 13.:
Julia
- 1968. október 14.:
Savoy Truffle

## 1969
- 1969. január 22.:
Dig a Pony
I've Got a Feeling
Don't Let Me Down
- 1969. január 23.:
I've Got a Feeling
Get Back
- 1969. január 24.:
Dig a Pony
I've Got a Feeling
Two of Us
Teddy Boy
Maggie Mae
Dig It
- 1969. január 25.:
Two of Us
For You Blue
Let It Be
- 1969. január 26.:
Dig It
Let It Be
Rip It Up/Shake, Rattle and Roll/Blue Suede Shoes
The Long and Winding Road
One After 909
- 1969. január 27.:
I've Got a Feeling
Get Back
One After 909
- 1969. január 28.:
Dig a Pony
I've Got a Feeling
Don't Let Me Down
Get Back
Teddy Boy
One After 909
- 1969. január 29.:
One After 909
Mailman, Bring Me No More Blues
- 1969. január 30.:
Dig a Pony
I've Got a Feeling
Don't Let Me Down
Get Back
One After 909
- 1969. január 31.:
Two of Us
Let It Be
The Long and Winding Road
- 1969. február 5.:
Dig a Pony
I've Got a Feeling
Get Back
- 1969. február 22.:
I Want You (She's So Heavy)
- 1969. február 25.:
All Things Must Pass (demófelvétel)
- 1969. április 14.:
The Ballad of John and Yoko
- 1969. április 16.:
Old Brown Shoe
Something
- 1969. április 18.:
I Want You (She's So Heavy)
Old Brown Shoe
- 1969. április 20.:
I Want You (She's So Heavy)
Oh! Darling
- 1969. április 26.:
Oh! Darling
Octopus's Garden
- 1969. április 29.:
Octopus's Garden
- 1969. április 30.:
You Know My Name (Look Up the Number)
Let It Be
- 1969. május 2.:
Something
- 1969. május 5.:
Something
- 1969. május 6.:
You Never Give Me Your Money
- 1969. május 11.:
Something
- 1969. május 16.:
Something
- 1969. július 1.:
You Never Give Me Your Money
- 1969. július 2.:
Her Majesty
Golden Slumbers
Carry That Weight
- 1969. július 3.:
Golden Slumbers
Carry That Weight
- 1969. július 4.:
Golden Slumbers
Carry That Weight
- 1969. július 7.:
Here Comes the Sun
- 1969. július 8.:
Here Comes the Sun
- 1969. július 9.:
Maxwell's Silver Hammer
- 1969. július 10.:
Maxwell's Silver Hammer
- 1969. július 11.:
Maxwell's Silver Hammer
- 1969. július 15.:
You Never Give Me Your Money
- 1969. július 16.:
Here Comes the Sun
- 1969. július 17.:
Oh! Darling
Octopus's Garden
- 1969. július 18.:
Oh! Darling
Octopus's Garden
- 1969. július 21.:
Come Together
- 1969. július 22.:
Oh! Darling
Come Together
- 1969. július 23.:
Come Together
The End
- 1969. július 24.:
Come and Get It
Sun King
Mean Mr. Mustard
- 1969. július 25.:
Come Together
Sun King
Mean Mr. Mustard
Polythene Pam
She Came in Through the Bathroom Window
- 1969. július 27.:
- 1969. július 28.:
Polythene Pam
She Came in Through the Bathroom Window
- 1969. július 29.:
Come Together
Sun King
Mean Mr. Mustard
- 1969. július 30.:
You Never Give Me Your Money
Golden Slumbers
Carry That Weight
Come Together
Polythene Pam
She Came in Through the Bathroom Window
- 1969. július 31.:
You Never Give Me Your Money
Golden Slumbers
Carry That Weight
- 1969. augusztus 1.:
Because
- 1969. augusztus 4.:
Because
- 1969. augusztus 5.:
You Never Give Me Your Money
The End
Because
- 1969. augusztus 6.:
Here Comes the Sun
Maxwell's Silver Hammer
- 1969. augusztus 7.:
The End
- 1969. augusztus 8.:
I Want You (She's So Heavy)
The End
- 1969. augusztus 11.:
I Want You (She's So Heavy)
Oh! Darling
- 1969. augusztus 15.:
Something
Golden Slumbers
Carry That Weight
Here Comes the Sun
The End
- 1969. augusztus 18.:
The End
- 1969. augusztus 19.:
Here Comes the Sun
- 1969. november 26.:
What's the New Mary Jane

## 1970
- 1970. január 3.:
I Me Mine
- 1970. január 4.:
Let It Be
- 1970. április 1.:
The Long and Winding Road
I Me Mine
- 1970. április 2.:
I Me mine

## 1994
- 1994. február, március:
Free as a Bird (John Lennon 1977-es demófelvételéből)

## 1995
- 1995. február:
Real Love (John Lennon 1979-es demófelvételéből)